# 別克江·沙根巴耶夫
沙根巴耶夫（Bekzhan Sagynbayev，1994年9月11日—）是吉尔吉斯斯坦足球員，現時效力現時效力吉爾吉斯超級足球聯賽球隊FC Bars Issyk-Kul。

## 職業生涯
2022年11月，沙根巴耶夫加盟香港超級聯賽球隊傑志。
2023年6月1日，沙根巴耶夫約滿離隊。

## 國際賽生涯
沙根巴耶夫在2018年3月22日对缅甸的2019年亚洲杯资格赛中首次代表吉尔吉斯国家足球队亮相。吉尔吉斯以5比1赢得了比赛，沙根巴耶夫打进了最后一球。他被列入吉尔吉斯参加2019年亚洲杯的阵容中。

## 外部連結
- 香港足球總會網頁球員註冊資料 （页面存档备份，存于）